# Constantino, Príncipe Herdeiro de Löwenstein-Wertheim-Rosenberg

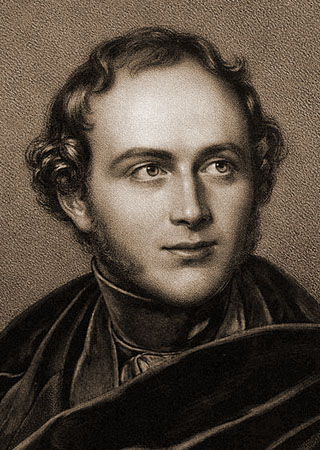
Konstantin Joseph von Loewenstein-Wertheim

Constantino (Kleinheubach, Miltenberg, 28 de Setembro de 1802– Kleinheubach, 27 de Dezembro de 1838)̃, Príncipe Herdeiro de Löwenstein-Wertheim-Rosenberg.

## Dados genealógicos
Era filho de Carlos Tomás, Príncipe de Löwenstein-Wertheim-Rosenberg e sua mulher, Sofia de Windisch-Graetz.
Casou, dia 31 de maio de 1829, em Rotemburgo do Fulda, no atual estado alemão de Hesse, comː
- Inês de Hohenlohe-Langemburgo,  princesa de Hohenlohe-Langemburgo, oitava filha e décima criança nascida de Carlos Luís I, Príncipe de Hohenlohe-Langemburgo e da condessa Amália de Solms-Baruth.

Tiveramː
- Adelaide de Löwenstein-Wertheim-Rosenberg (3 de abril de 1831 – 16 de dezembro de 1909), casada com o pretendente ao trono português Miguel I de Portugal, rei de Portugal, com quem teve sete filhos;
- Carlos, 6.° Príncipe de Löwenstein-Wertheim-Rosenberg (21 de maio de 1834 – 8 de novembro de 1921), sucessor do avô paterno. Sua primeira esposa foi Adelaide de Ysenburg-Büdingen. Sua segunda esposa foi a princesa Sofia de Liechtenstein, com quem teve oito filhos.